# Agly
Agly – rzeka we Francji, przepływająca w przez tereny departamentów Aude i Pireneje Wschodnie. Uchodzi do Morza Śródziemnego, do Zatoki Lwiej. Ma 81,7 km długości.

## Geografia

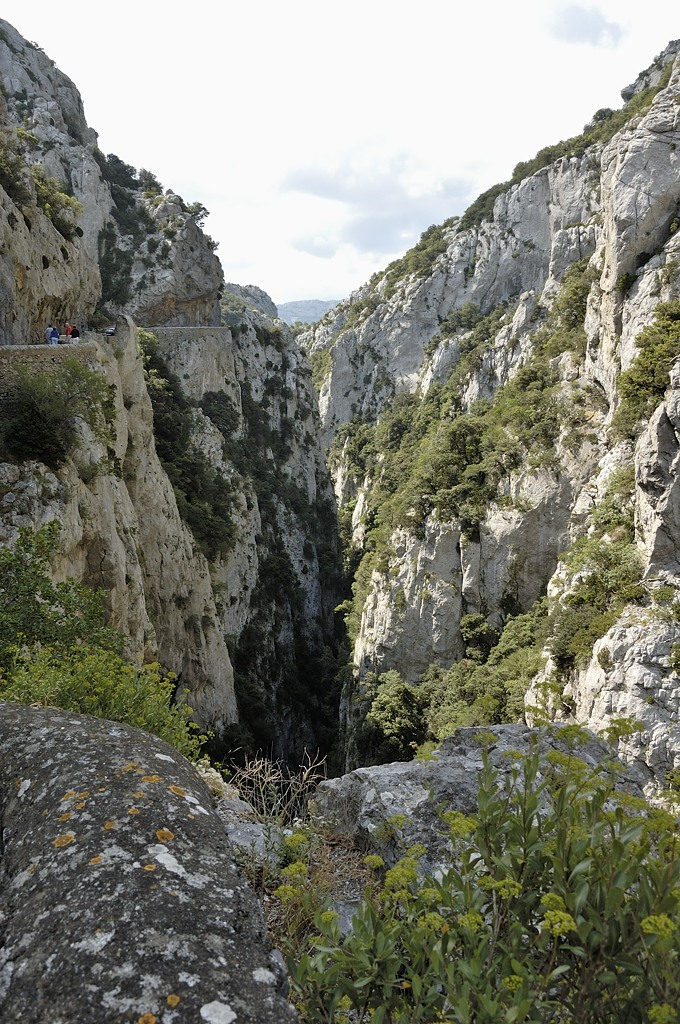
Gorges de Galamus

Rzeka ma swoje źródła w przełęczy Col du Linas na północny wschód od szczytu Pic de Bugarach (1230 m n.p.m.), w masywie Corbières, w gminie Camps-sur-l’Agly, w departamencie Aude. Początkowo płynie na wschód, lecz po około 10 km zmienia kierunek na południowo-wschodni przepływając przez wąwóz Gorge de Galamus. Na tym odcinku przepływa przez granicę departamentów – od tej pory znajduje się aż do ujścia na terenie departamentu Pireneje Wschodnie. W okolicach miejscowości Saint-Paul-de-Fenouillet przyjmuje kierunek południowy, po czym przepływa przez przełom Fossé de la Fou. Od miejscowości Ansignan płynie w kierunku wschodnim. W okolicach Caramany na rzece została zbudowana zapora wodna, powodując w tym miejscu powstanie sztucznego jeziora. W miejscowości Estagel przyjmuje dopływ Verdouble. Pomiędzy gminami Le Barcarès a Torreilles uchodzi do Morza Śródziemnego, do Zatoki Lwiej.
Agly płynie na terenie 13 gmin. Jedna z nich – Camps-sur-l’Agly (źródło) – położona jest na terenie departamentu Aude, natomiast pozostałe – Saint-Paul-de-Fenouillet, Ansignan, Caramany, Latour-de-France, Estagel, Cases-de-Pène, Espira-de-l’Agly, Rivesaltes, Claira, Saint-Laurent-de-la-Salanque, Torreilles i Le Barcarès – znajdują się w departamencie Pireneje Wschodnie.

## Hydrologia
Uśredniony roczny przepływ rzeki Agly wynosi 5,590 m³/s. Pomiary były przeprowadzone na przestrzeni ostatnich 50 lat w miejscowości Estagel. Największy przepływ notowany jest w lutym (10,90 m³/s), a najmniejszy w sierpniu – 0,493 m³/s.

## Dopływy

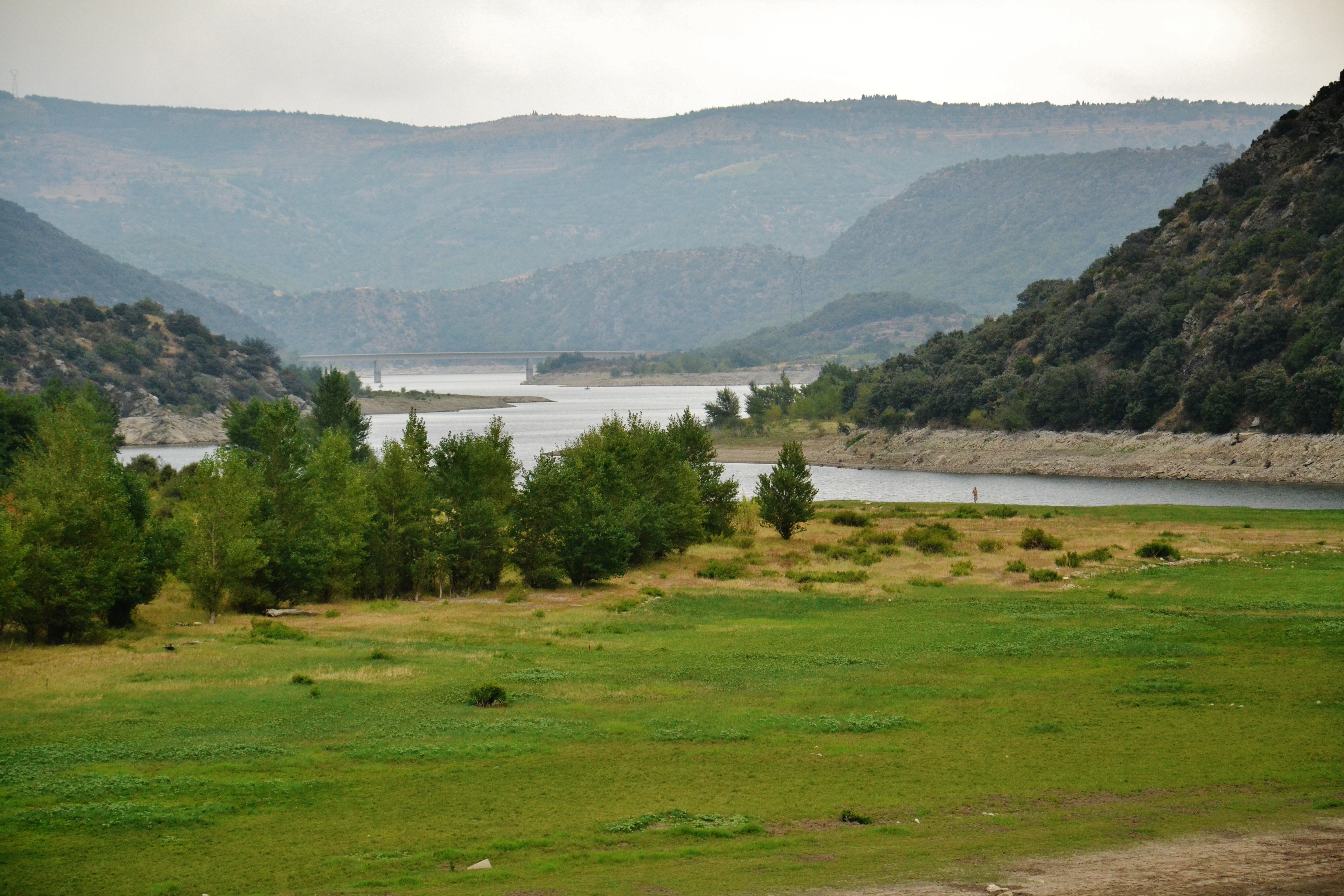
Sztuczne jezioro powstałe poprzez spiętrzenie wód na rzece Agly

Agly ma 19 opisanych dopływów. Są to:
- Ruisseau des Pastressis
- Ruisseau de la Pause
- Ruisseau des Roubis
- Ruisseau d'Encoulaou
- Ruisseau de Cubières
- Ruisseau del Traouquel
- Rec de Coumo Daniel
- Ruisseau de la Coume de Tiols
- Boulzane
- Rivérole
- Desix
- Rec Grand
- Ruisseau de Trémoine
- Ruisseau de la Pesquitte
- Maury
- Torrent de la Grave
- Verdouble
- Roboul
- Llobère